# Batalles del Marne

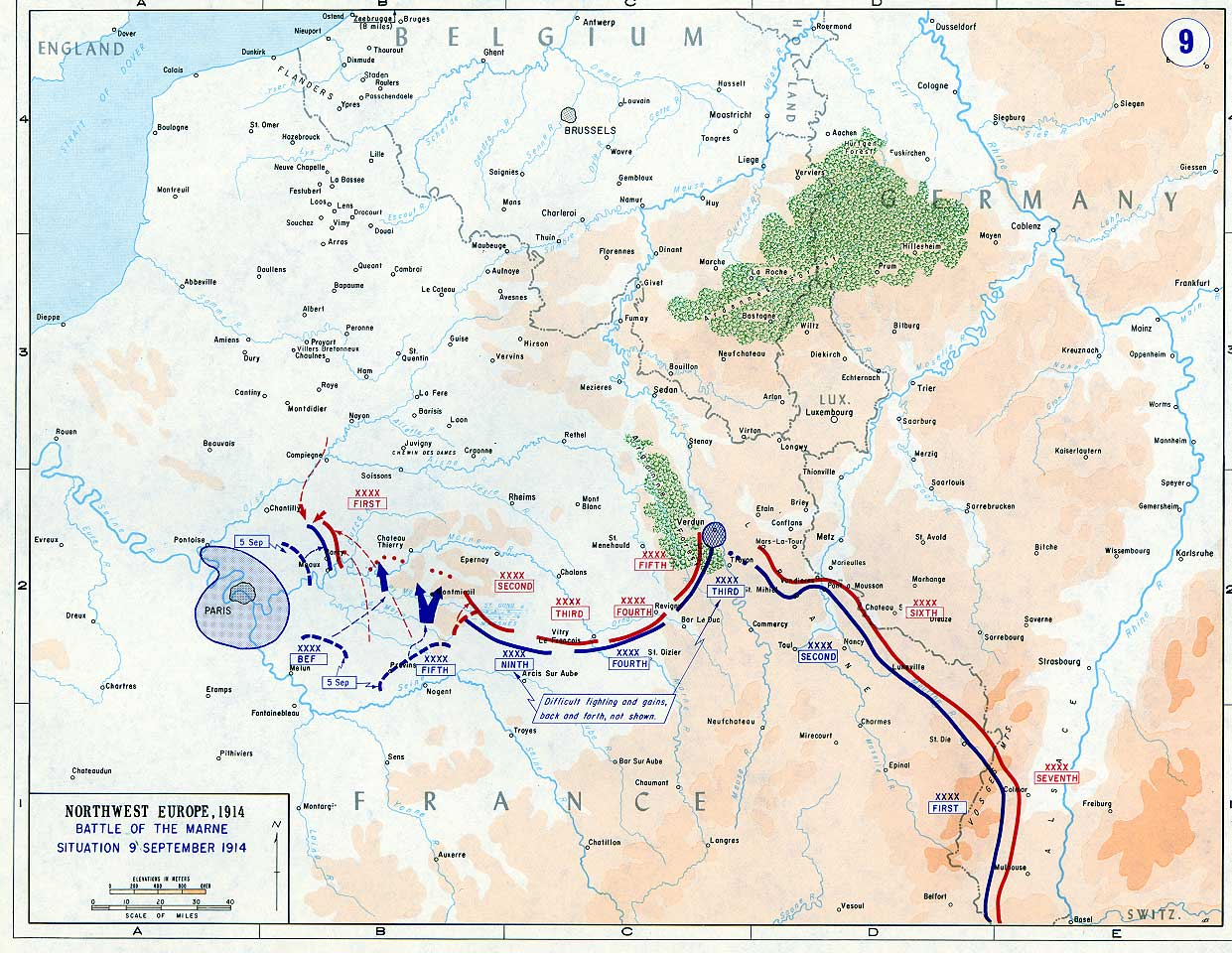
Mapa de la primera batalla del Marne

Les batalles del Marne són dues operacions bèl·liques de la Primera Guerra Mundial.
En la primera batalla del Marne, del 6 al 13 de setembre de 1914, situada en la campanya al nord de París, els exèrcits francesos, reorganitzats pel mariscal Joffre, van aconseguir aturar l'avanç dels alemanys. Trencant el seu avanç i convertint la guerra ràpida del pla Schlieffen en la guerra de posicions.
A la segona batalla del Marne entre el 15 de juliol i el 5 d'agost de 1918 dirigida per Ferdinand Foch, es va inclinar la balança a favor dels aliats.

## Primera batalla del Marne

### Preludi a la batalla
Les tropes alemanyes, durant els primers dies de setembre de 1914, avançaven amb rapidesa dins de territori francès, entre 30 i 40 quilòmetres diaris. Per la seva banda, l'exèrcit francès, que ha estat derrotat a les seves fronteres, no deixa de recular des del 24 d'agost. Les seves baixes, ja superen els 100.000 cadàvers.
L'exèrcit francès, obnubilat pels relats de les guerres napoleòniques, continuaven pensant que la millor tàctica era la de l'atac, per sobre de la defensa, del coratge per sobre del foc, de l'ímpetu per sobre de la prudència. Així doncs, la seva estratègia va ser la de llançar-se en massa, amb la baioneta calada, envers les posicions de l'enemic. Va succeir a les Ardenes a Lorena, i a Charleroi, aquesta tàctica va fer que els soldats fossin massacrats per les metralladores i per l'artilleria enemiga. Els estrategs francesos, amb una mentalitat i unes tàctiques del segle xix, s'adonaren que l'infanteria per valent que fos no tenia res a fer, davant dels canons de l'artilleria, fou així com varen descobrir la guerra industrialitzada.
A Berlín, regnava l'eufòria, quan els varen informar que una patrulla d'ulans, en missió de reconeixement havia arribat a uns 20 km de París. De fet, varen vendre la pell de l'os abans de caçar-lo i van encunyar una medalla commemorativa de l'entrada de les glorioses tropes alemanyes a París, a les postals, després d'un fotomuntatge ja es pot veure al Kaiser als peus de la Torre Eiffel. Davant d'aquesta eufòria, el ministre Alemany de la Guerra del Reich, Erich von Falkenhayn, no era tan optimista i als seus oficials més confiats amb la victòria els deia: "No és una batalla guanyada, és una retirada metòdica dels francesos, On són els vostres trofeus? On són els vostres presoners?"
El ministre Alemany té raó. L'exèrcit francès no està en una situació de desfeta, és replega amb un bon ordre, i l'únic dubte pels oficials i la tropa és, fins on els caldrà replegar-se abans d'afrontar la batalla decisiva ja dins de les seves fronteres.

### París, assetjada
El ministre de la guerra francès, i el governador militar de París, li reclamen tropes al comandant en cap de l'exèrcit francès Josep Joffre, per defensar Paris de les tropes alemanyes, però aquest no vol ni sentir-ne a parlar, considerava que tancar-se dins la capital seria repetir l'error del  setge de Metz del 1870, i que només podent maniobrar en una batalla a camp obert li permetria vèncer a l'enemic. Joffre, dona la ciutat per perduda, i inclús pressiona al Govern i al President perquè marxin ràpidament de la ciutat.

## Segona batalla del Marne
A la Segona batalla del Marne entre el 15 de juliol i el 5 d'agost de 1918 dirigida per Ferdinand Foch, es va inclinar la balança a favor dels aliats.

## Galeria d'imatges

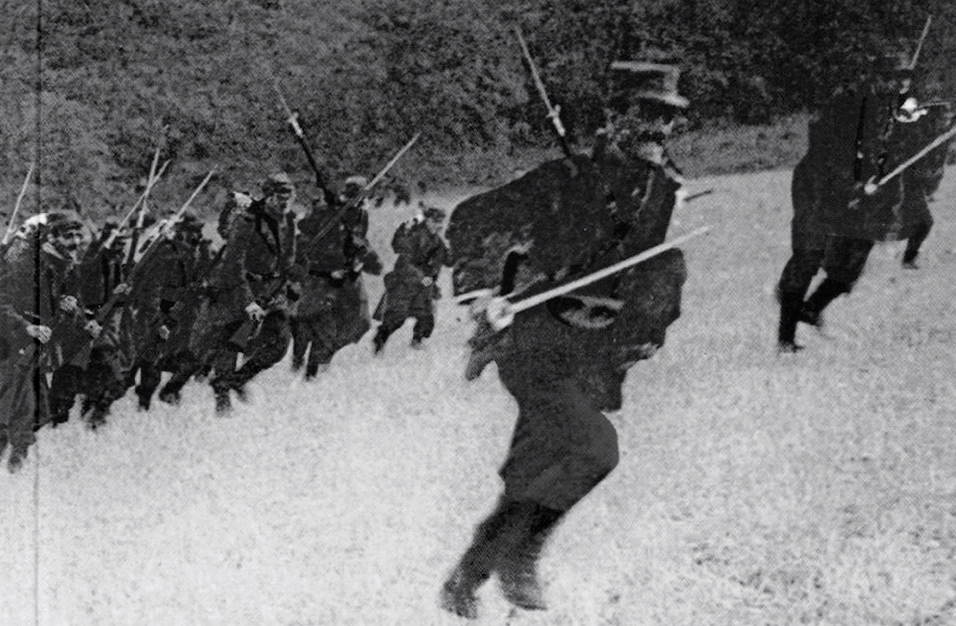
Les tropes franceses ataquen, durant la primera batalla del Marne.
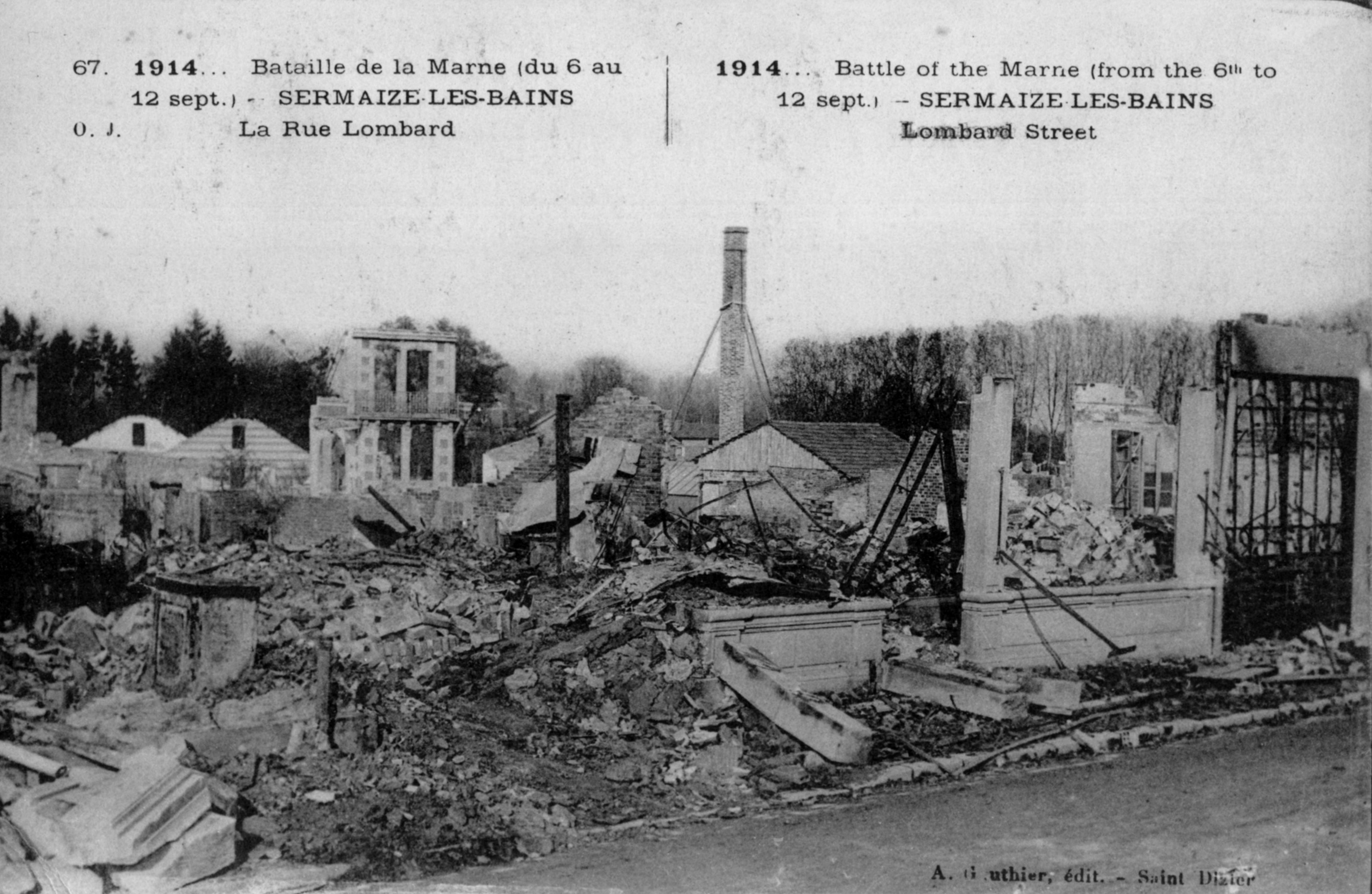
Sermaize-les-Bains. El carrer Lombard després de la batalla de la Marne.
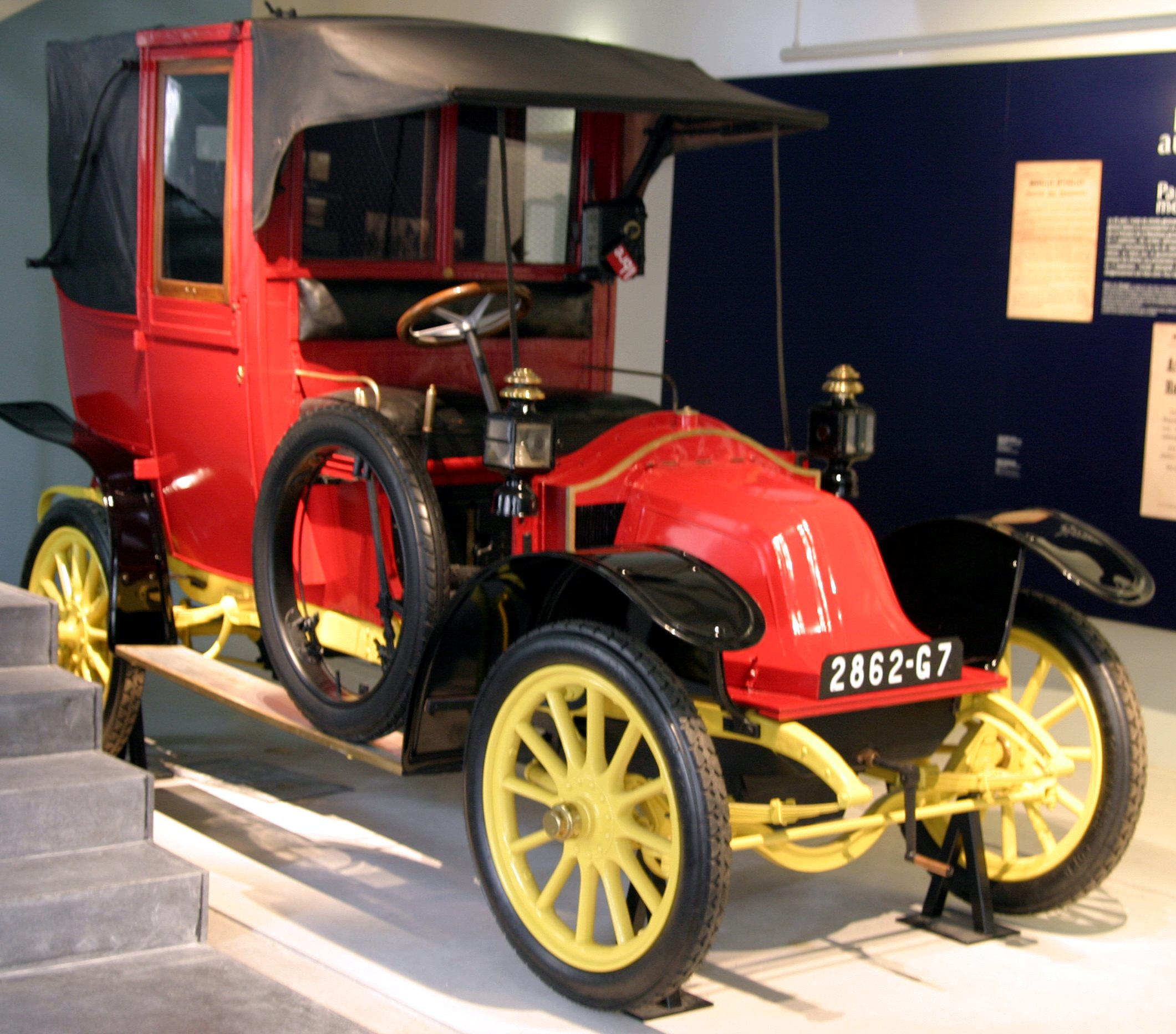
Un dels famosos "Marne Taxis" utilitzats per al transport de tropes franceses.